# Ashland (Misuri)
Ashland es una ciudad ubicada en el condado de Boone en el estado estadounidense de Misuri. En el Censo de 2010 tenía una población de 3707 habitantes y una densidad poblacional de 298,62 personas por km².

## Geografía
Ashland se encuentra ubicada en las coordenadas 38°46′22″N 92°15′53″O / 38.77278, -92.26472. Según la Oficina del Censo de los Estados Unidos, Ashland tiene una superficie total de 12.41 km², de la cual 12.4 km² corresponden a tierra firme y (0.15%) 0.02 km² es agua.

## Demografía
Según el censo de 2010, había 3707 personas residiendo en Ashland. La densidad de población era de 298,62 hab./km². De los 3707 habitantes, Ashland estaba compuesto por el 96.68% blancos, el 0.78% eran afroamericanos, el 0.32% eran amerindios, el 0.51% eran asiáticos, el 0.03% eran isleños del Pacífico, el 0.4% eran de otras razas y el 1.27% pertenecían a dos o más razas. Del total de la población el 1.46% eran hispanos o latinos de cualquier raza.